# Beth Aramaye
Beth Aramaye (ܒܝܬ݂ ܐܪ̈ܡܝܐ) est une région de Mésopotamie centrale, située au nord-ouest de Babylone entre le Tigre et l'Euphrate, au sud-sud-est de la moderne Irak, où se sont installés les Araméens.